# Don Camillo
Don Camillo je humoristična povest italijanskega pisatelja Giovannina Guareschija. 

## Vsebina
Knjiga vsebuje več krajših zgodb o podeželskem župniku Don Camillu in komunističnem županu Pepponu Bottazziju. Skozi zgodbe odkrivamo njun odnos: pogosto sta si v laseh, saj so njuni pogledi na svet povsem različni, kljub temu pa znata biti drug do drugega zelo prizanesljiva. V knjigi ne manjka komičnih dialogov, ki se odvijajo tako med Don Camillom in županom kot tudi med Don Camillom in Kristusom, h kateremu se naslovni junak pogosto obrača po nasvet. 
Zgodbe se dogajajo v času po drugi svetovni vojni v majhnem italijanskem mestecu v Padski nižini na severu Italije. 

## Izdaje in prevodi
Zgodbe o Don Camillu so bile prvič objavljene v avtorjevi satirični reviji Candido leta 1946. Kasneje je pisatelj o Don Camillu napisal še več del (Mondo Piccolo: Don Camillo e il suo gregge, Il compagno Don Camillo, Don Camillo e i giovani d'oggi), ki so bili prevedeni v različne jezike. 
Delo je v slovenščino prevedel France Sirk.

## Film
Med letoma 1952 in 1965 je bilo posnetih več črno-belih filmov o Don Camillu, v katerih je glavnega junaka upodobil slavni francoski komik Fernandel. Kasneje je bilo po knjigi posnetih še več filmov. 